# 京士柏道
京士柏道（英語：King's Park Rise）是香港九龍油尖旺區京士柏的一條街道，連接衛理道及京士柏山道。京士柏道與京士柏山道同樣是為紀念英王愛德華七世（Edward VII）登基而命名。在2011年4月4日早上9時，京士柏遊樂場曾有一幅面積10米乘15米的護土牆倒塌。

## 鄰近建築
- 君頤峰
- 帝庭園
- 爵士花園
- 衛理苑
- 京士柏山
- 京士柏公園
- 京士柏遊樂場
- 京士柏網球場
- 京士柏道花園
- 香港天文台京士柏氣象站
- 香港紅十字會輸血服務中心